# منتخب طاجيكستان لكرة القدم
منتخب طاجيكستان لكرة القدم (بالطاجيكية: тими миллии Тоҷикистон)‏ هو المنتخب الوطني لكرة القدم ويديره اتحاد طاجيكستان لكرة القدم وهو الاتحاد المنظم لـكرة القدم في طاجيكستان. الملعب الرسمي للفريق هو ملعب بامير الذي يقع في العاصمة دوشنبه. بعد تقسيم الاتحاد السوفييتي، لعب الفريق مباراته الأولى أمام أوزبكستان يوم 17 يونيو 1992. لكن الاتحاد الطاجيكي لم ينضم  للاتحاد الدولي لكرة القدم. إلّا بعد عام 1994م. فاز المنتخب ببطولة كأس التحدي الآسيوي 2006 بفوزه على سريلانكا 4–0 في دكا وكانت أول بطولة دولية له. 
لم يسبق للفريق أن تأهل إلى كأس العالم إلا أنه تأهل إلى كأس آسيا 2023 وتمكن من الوصول حتى الدور ربع النهائي والتي خسر فيها أمام الأردن بنتيجة 0 - 1.

## وصلات خارجية
- قائمة بيانات المنتخب من الموقع الرسمي للفيفا باللغة العربية